# 전임 3: 재견전임
《전임3 : 재견전임》(前任3: 再见前任, The Ex-File 3: Return of the Exes 또는 간단히 Ex-File 3)은 중국에서 제작된 전우생 감독의 2017년 코미디, 멜로/로맨스 영화이다. 한경 등이 주연으로 출연하였다. 2014년 영화 전임공략과 2015년 영화 전임2 : 비태반격전의 후속작이다.

## 출연

### 주연
- 한경
- 정개

## 같이 보기
- 전임공략
- 전임 2: 비태반격전